# Van de Vyvere-Petyt

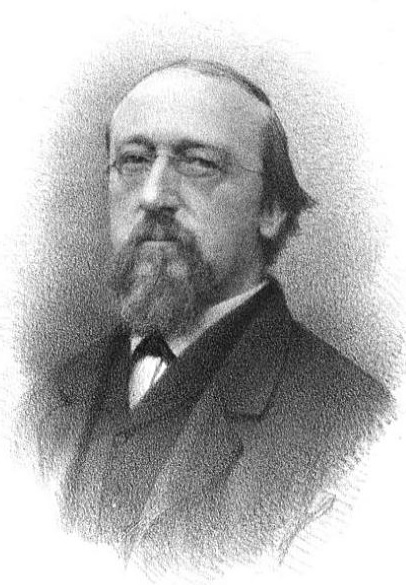
Jacques Petyt (omstreeks 1870)

Petyt en Van de Vyvere-Petyt waren twee verwante Brugse steendrukkerijen. De drukkerijen waren internationaal vermaard voor hun hoge kwaliteit Chromolithografieën en waren gespecialiseerd in religieus werk.

## Jacobus Petyt
Jacques Petyt (Brugge, 30 augustus 1822 - 12 december 1871), ook bekend als Jacobus, was een zoon van Franciscus Petyt en Angelica Polfliet. Hij begon met een steendrukkerij in 1846 en werd ook leraar aan de stedelijke academie te Brugge. Hij deed ervaring op in het steendrukken bij de Brugse lithograaf Edouard Daveluy en werd voor zijn werk als drukker van godvruchtige prenten ondersteund door kanunnik Charles Carton. 
Hij ontwierp tekeningen en werkte samen met Jean Bethune. Ze ontwierpen affiches, heiligenprentjes, diploma's, boekomslagen en ander drukwerk. Hij drukte onder meer in opdracht van de Heilige Beeldekensgilde. De doodsprentjes die hij vervaardigde werden meestal in zwart of paars en zwart gedrukt met gotische letters. Hij werkte ook samen met Karel Verschelde en met Jules Helbig. Veel van de illustraties die verschenen in de Handelingen van het Genootschap voor Geschiedenis te Brugge waren van zijn hand. 
Na zijn vroegtijdig overlijden zette zijn echtgenote Marie-Catherine Lem (Brugge, 1 oktober 1819 - 13 oktober 1880) het bedrijf voort onder de naam Weduwe Petyt-Lem. Vanaf 1879 stond hun zoon Edmond Petyt aan de leiding tot in 1891 onder de naam E. Petyt-Ghijselen. 
De drukkerij was achtereenvolgens gevestigd in de Noordzandstraat, het Genthof, de Meestraat, de Sint-Jakobsstraat en de Ezelstraat.

## Vandevyvere-Petyt
Vanaf 1879 kwam een tweede drukkerij tot stand onder de naam Vandevyvere-Petyt. Ze werd geleid door Karel Vandevyvere (Tielt, 24 mei 1852 - Brugge, 25 oktober 1922) en zijn echtgenote Octavie Petyt. Zij was een dochter van Jacques Petyt maar de twee ondernemingen stonden los van elkaar en beconcurreerden elkaar. Ze ontwierpen en drukten, zoals haar broer, heiligenprentjes, gedachtenisprentjes, diploma's, publiciteitskaarten, bedevaartvaantjes enz. 
Het bedrijf van Karel en Octavie werd uiteindelijk belangrijker dan dat van Jacques, nadat zij het uitbreidden met een typografische drukkerij en een uitgeverij. Het standaardwerk over Brugge, Bruges, histoire et souvenirs door Adolf Duclos, werd in 1910 door Vandevyvere-Petyt gedrukt.
Na korte tijd in de Smedenstraat gevestigd te zijn, werd een groot pand in de Steenstraat aangekocht, het voormalige refugehuis van de Sint-Pietersabdij.

## Einde van activiteiten
Na 1890 noemde Vandevyvere-Petyt zich op publiciteitsdrukwerk de opvolger van Jacques Petyt en van de weduwe Jacques Petyt, zonder echter naar Edmond Petyt-Ghyselen te verwijzen. Het bedrijf bleef actief tot in 1914 en hernam slechts in mineur de activiteiten na de oorlog. Ze kwam tot een eindpunt in 1922, bij gebrek aan opvolgers. Ondertussen was een andere concurrent opgedoken, de uitgeverij, drukkerij en steendrukkerij Desclée de Brouwer. 

## Galerij

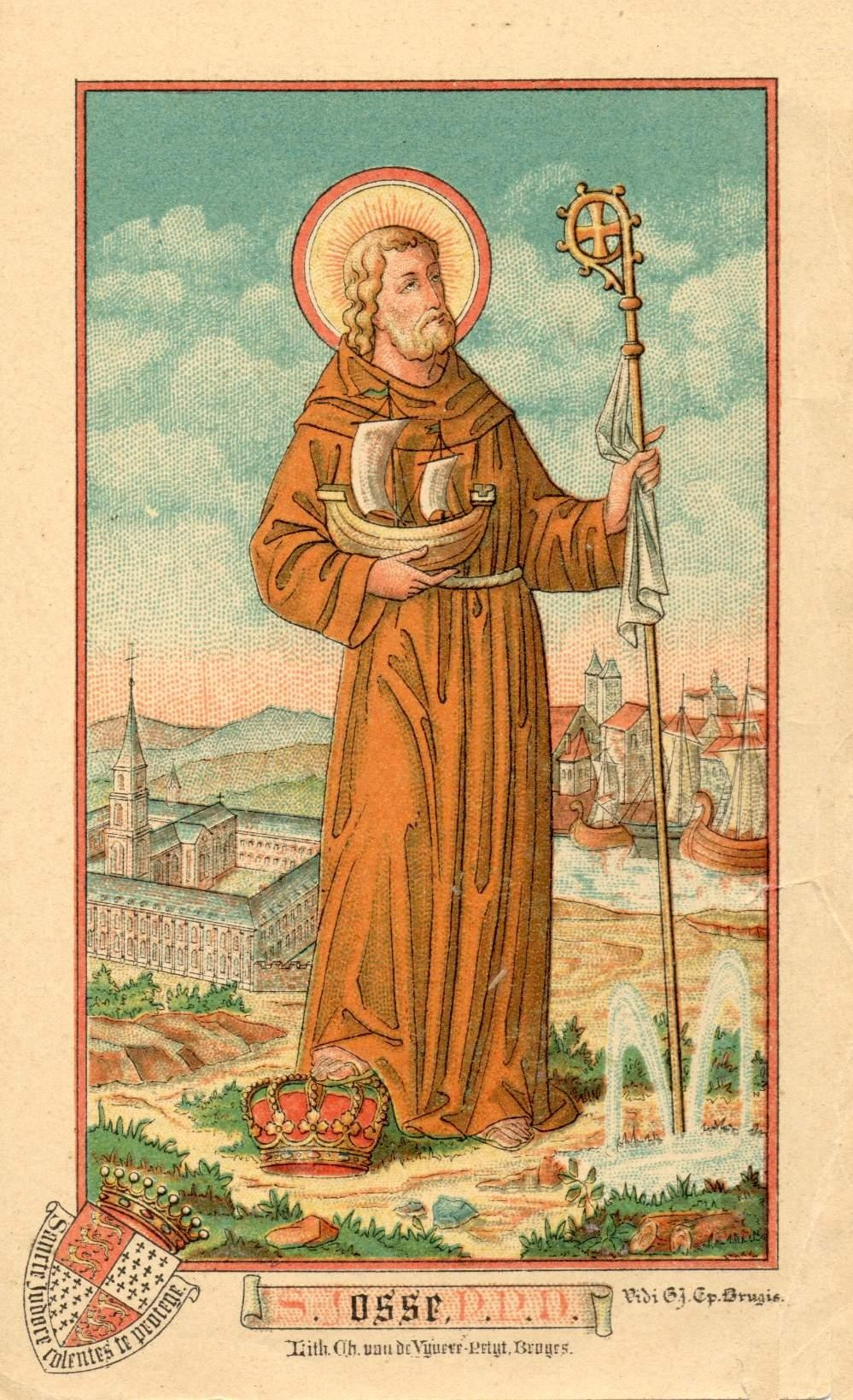
Heilige Judocus
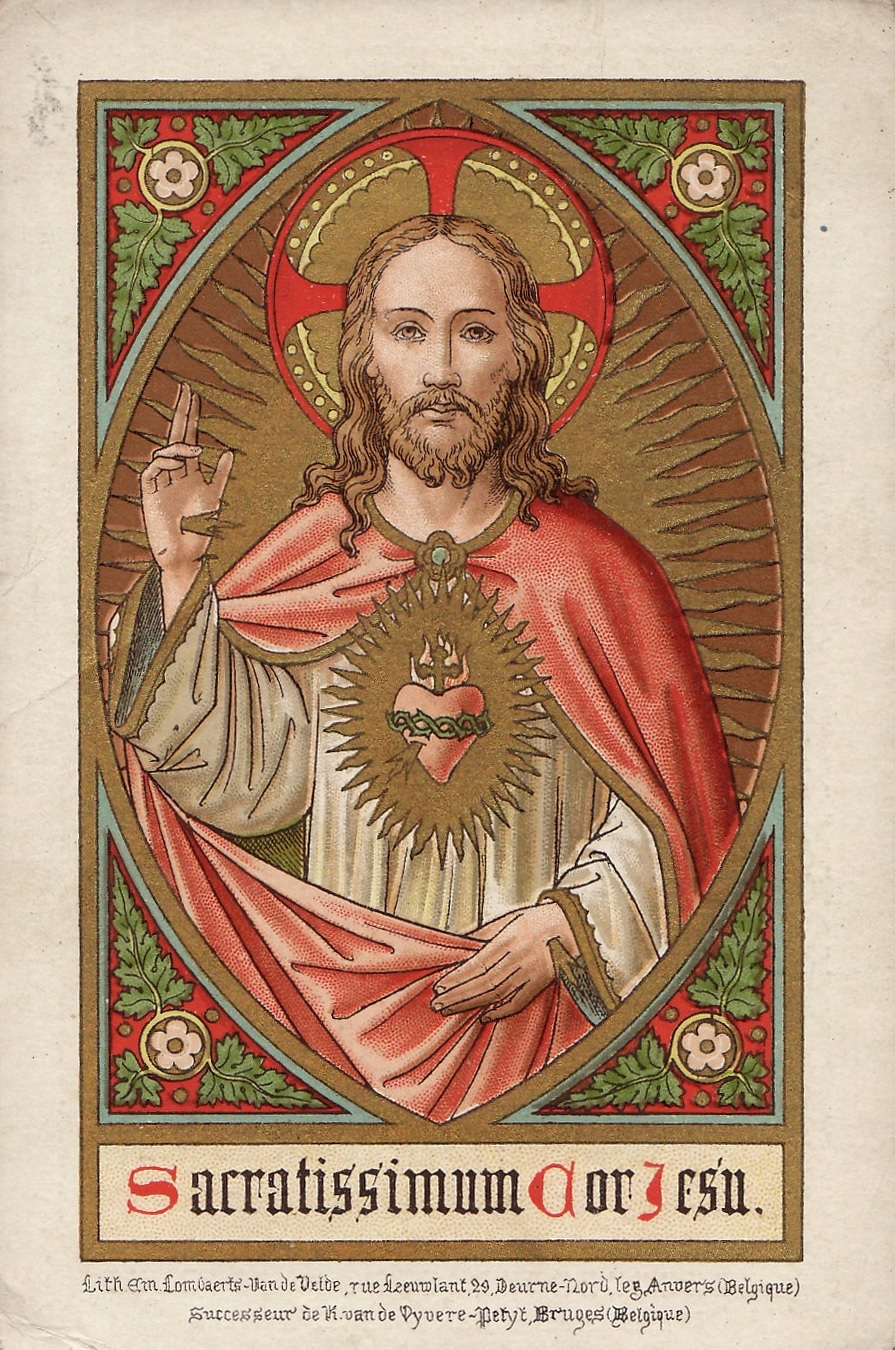
Heilig Hart
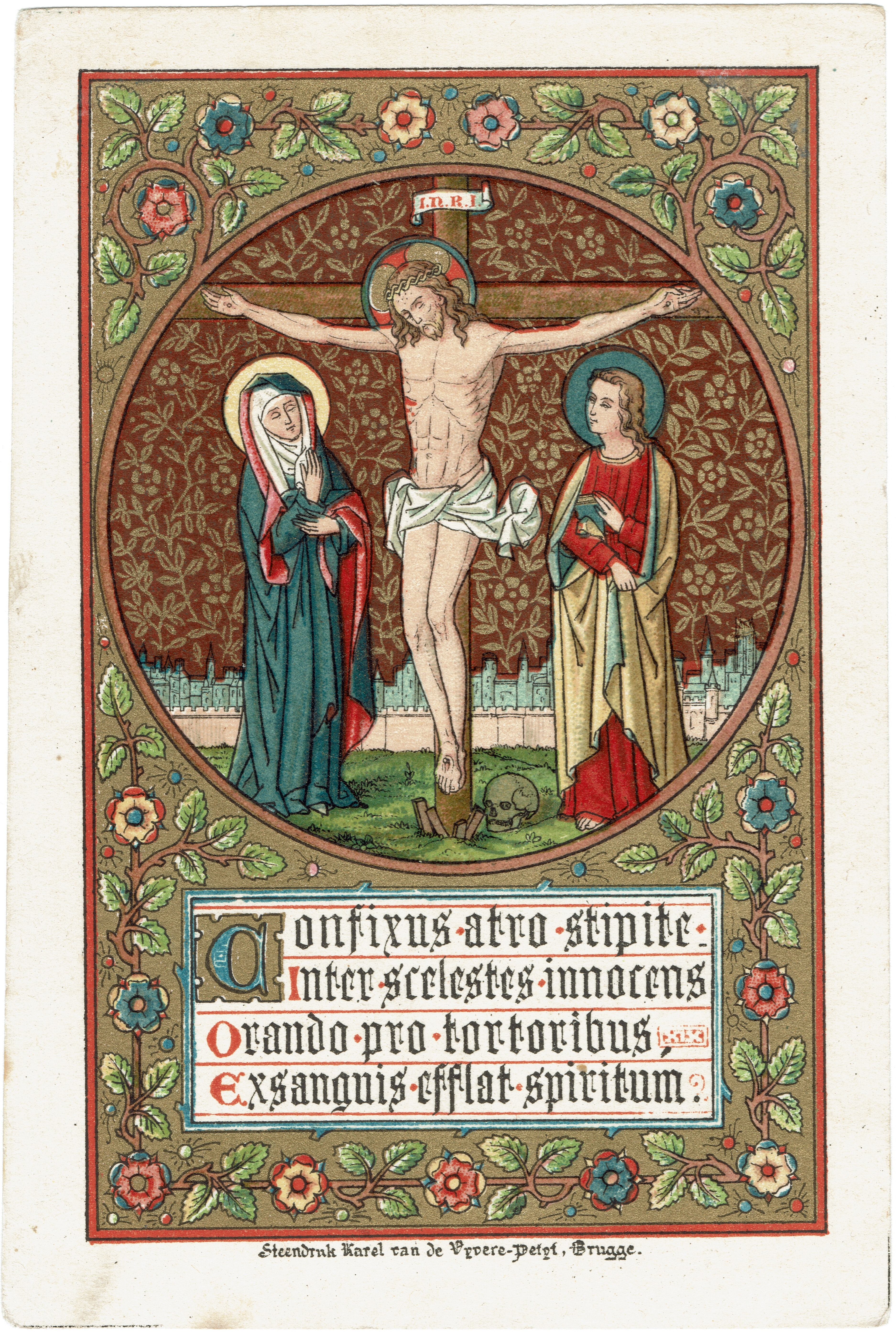
Kruisiging
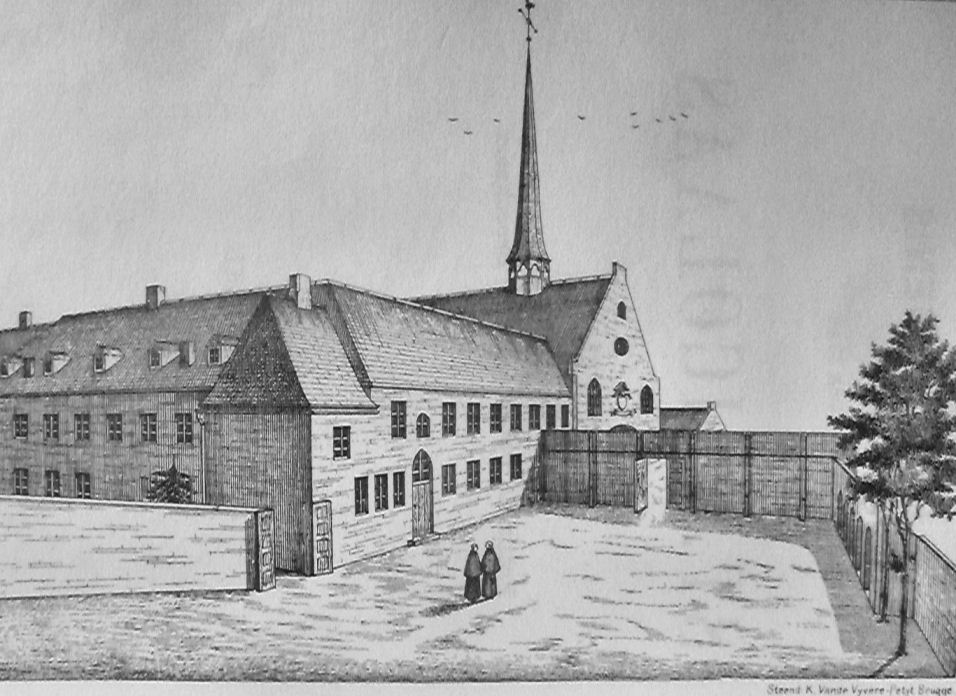
Litografie van het klooster der Recolleten, Sint-Niklaas